# Tyrvis kyrka
Tyrvis kyrka (finska: Tyrvään kirkko) är en kyrka i Sastamala. Den planerades av Pehr Johan Gylich och blev klar år 1855. Den grundreparerades senast i början av 1980-talet.

## Tyrvis gamla kyrka

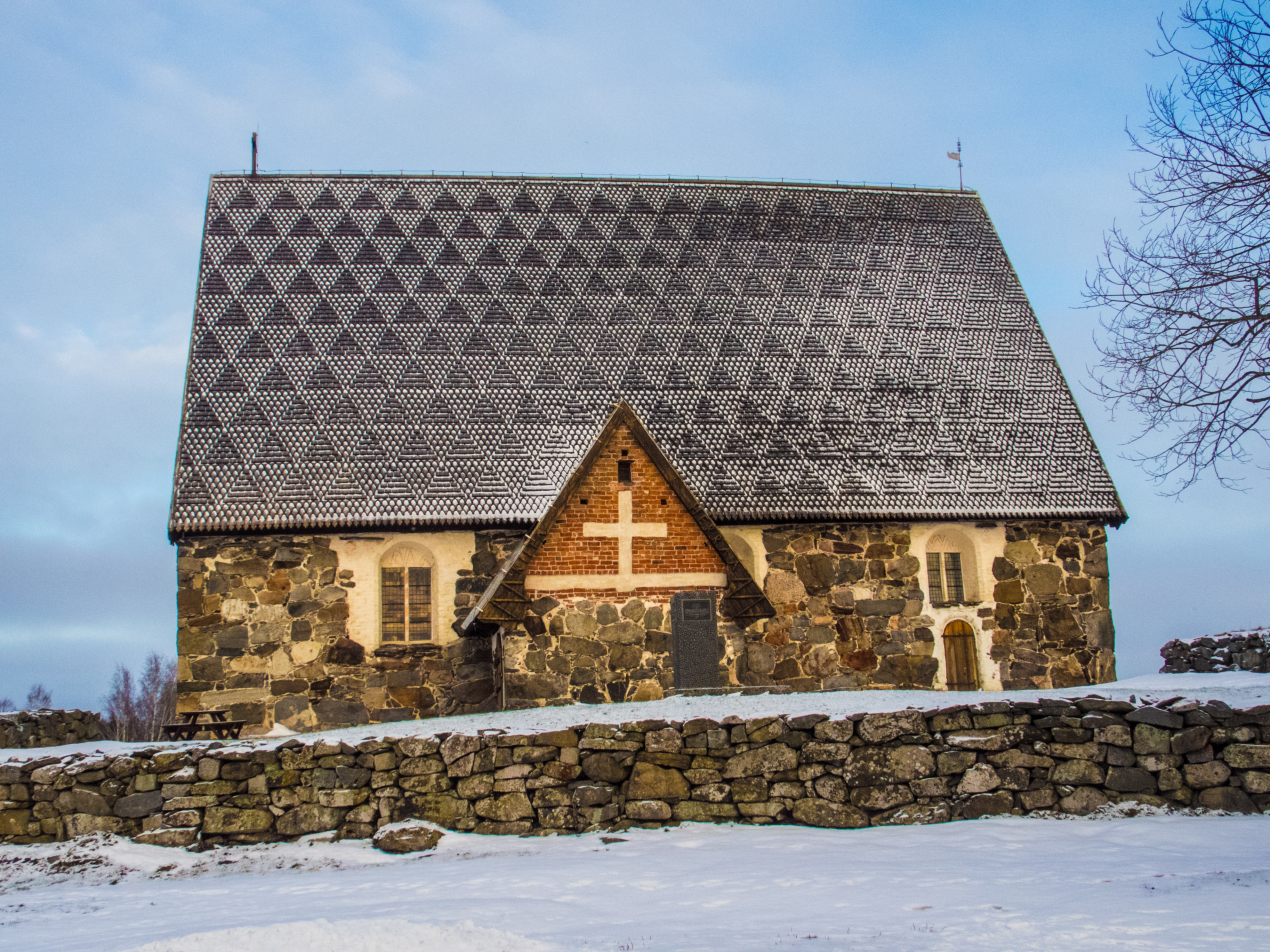
Tyrvis gamla kyrka.

Då den nya kyrkan stod klar, hölls den sista gudstjänsten i gamla kyrkan på domssöndagen 1855. Men trots att den övergavs, fick den stå kvar med tak och inredning intakt. Tyvärr förstördes träpartierna och nästan hela inredningen vid en mordbrand 1997, men församlingen beslutade att restaurera byggnaden och kyrkan återinvigdes 2003. Planen består av ett långhus med sakristia i norr och vapenhus i söder.